# Brian McDermott
Brian McDermott (Slough, 8 april 1961) is een Engels voetbalcoach en voormalig voetballer.

## Carrière als speler
Als zoon van Ierse ouders kwam McDermott in 1977 in de jeugdopleiding van Arsenal FC uit Londen terecht. In 1979 debuteerde hij in de hoofdmacht van deze club, waarvoor hij uiteindelijk 61 wedstrijden zou spelen. Daarna speelde McDermott onder meer nog voor Fulham FC, Cardiff City en Exeter City. Hij sloot zijn loopbaan af in zijn geboortestad bij Slough Town.
McDermott kwam één keer uit in het shirt van Engeland. In een wedstrijd van Engeland U-18 speelde hij de gehele wedstrijd tegen de Finse leeftijdsgenoten, waarvan Engeland met 0-2 won.
Na zijn carrière als speler besloot McDermott zich te richten op het vak van voetbalmanager.

## Carrière als manager
In 1996 besloot het bestuur van Slough Town om McDermott aan te stellen als manager, die even daarvoor zijn voetbalcarrière bij dezelfde club beëindigd had. Slough acteerde op dat moment in de middenmoot van de Conference National, het 5de niveau in Engeland. In het eerste seizoen onder McDermott werd Slough 15de. In het daaropvolgende seizoen behaalde het mooie resultaten en finishte het uiteindelijk op een knappe 8ste plaats. Tevens baarde het opzien door in de FA Cup met 1-2 te winnen op Goodison Park van Everton FC. Een ronde later was Blackburn Rovers echter met 5-1 te sterk. Deze goede resultaten werden echter overschaduwd door de financiële problemen van de club. Uiteindelijk ging Slough Town vlak na afloop van het seizoen failliet; McDermott vertrok naar Woking FC, dat promotie naar het 4de niveau maar net misgelopen was.
Bij Woking waren de verwachtingen dan ook hoog, maar het viel toch wat terug naar een plaats aan de onderkant van de subtop. In het 1ste jaar onder leiding van McDermott werd het 9de. In het tweede jaar zakte Woking nog verder; Toen het rond februari op de 20ste plaats bivakkeerde ontsloeg het McDermott. Uiteindelijk werd degradatie voorkomen. Na het ontslag trok McDermott zich even terug uit de voetballerij, ondanks een aanbod van 2deklasser Grimsby Town om assistent-manager te worden.
In 2002 werd hij hoofdscout van Reading FC, waar zijn vriend Alan Pardew manager was. Deze rol vervulde hij tot 2005, toen hij plotseling manager werd van de Hongkongse eersteklasser Kitchee SC. Het bestuur kende hem nog uit zijn tijd als voetballer bij South China AA, een andere club uit Hongkong. Met de topclub kende McDermott geen goede start: Van de eerste 5 competitiewedstrijden werden er 4 verloren, terwijl in de FA Cup de 1ste ronde het eindstation bleek, na een 0-1 thuisnederlaag tegen Xiangue Sun Hei. McDermott kwam onder vuur te liggen, maar mocht toch aanblijven. Dit wierp uiteindelijk ook zijn vruchten af. In de competitie wist de ploeg zich namelijk omhoog te werken naar de 4de plaats, terwijl ook de League Cup gewonnen werd. In een poule werd Kitchee ongeslagen 1ste, waarna het in een spannende finale kampioen Happy Valley AA met 4-3 versloeg. Ook het 3de bekertoernooi in Hongkong - omdat de competitie maar 8 ploegen telt zijn er drie bekertoernooien - werd gewonnen. In de finale versloeg Kitchee Happy Valley met 3-0. Na afloop van het seizoen besloot McDermott te stoppen als trainer bij Kitchee en terug te keren in zijn oude rol als hoofdscout bij Reading.
Dit deed hij tot 17 december 2009, toen hij de bij Reading ontslagen manager Brendan Rodgers opvolgde. Hij leidde het team vanuit de onderste regionen naar de 9de plaats, waardoor hij aan mocht blijven als manager. In het tweede seizoen van McDermott bij Reading werd hij 5de en plaatse zich voor de finale van de Play-Offs om promotie naar de Premier League. Deze verloor hij echter met 2-4 van Swansea City, wat geleid werd door Brendan Rodgers. Het jaar erna lukte het echter alsnog voor McDermott: Reading werd met 1 punt voorsprong op Southampton kampioen van het Championship, waardoor het promoveerde naar de Premier League.
Daar kende Reading vanaf het begin problemen en stond het vrijwel het gehele seizoen onder de rode streep en degradeerde uiteindelijk. Dit maakte McDermott echter al lang niet meer mee. Hij was op 11 maart ontslagen wegens tegenvallende resultaten.
Een kleine maand later werd bekend dat McDermott per ingang van het seizoen 2013-14 de nieuwe manager van tweedeklasser Leeds United zou worden. Daar waren de resultaten echter niet geweldig. Leeds eindigde op een 15de plaats, terwijl het in de League Cup met 2-6 te kijk was gezet door vierdeklasser Mansfield Town. McDermott werd dan ook ontslagen op 16 juni 2014, na een ruzie met de clubeigenaar. Deze ontsloeg McDermott eigenlijk al in januari, maar dankzij protest van de fans kwam hij daar toen op terug.
Op 28 juli 2014 raakte bekend dat McDermott manager zou worden van het bescheiden Queen of the South, uitkomend op het 2de niveau van Schotland. In 2013 was deze club gepromoveerd hiernaartoe, waarna het in haar eerste seizoen op het tweede niveau vierde werd.

## Erelijst als manager
Met  Kitchee SC:
Hong Kong League Cup
2006
Hong Kong Senior Challenge Shield
2006
Met  Reading FC:
Football League Championship
2012